# 耶律撒剌的
耶律撒剌的（?—?），唐代契丹迭剌部领袖。
耶律匀德实的四儿子。辽太祖耶律阿保机的父亲。开始率迭剌部部民冶铁。重熙二十一年（1052年）七月，遼興宗追尊他为宣简皇帝，庙号德祖。

## 家庭
- 妻子：蕭巖母斤，生五男一女。

### 子
1. 耶律阿保机，辽太祖
2. 耶律剌葛，字率懒，惕隐
3. 耶律迭剌，字云独昆，中台省左大相
4. 耶律寅底石，字阿辛
5. 耶律安端，字猥隐，东丹国王
6. 耶律苏，字独昆，母不详，惕隐、南府宰相[3]

### 後裔
世系不詳：耶律和尚、耶律撻不也、耶律鐸魯斡、耶律特麼、耶律章奴、耶律庶成、耶律朗